# Središnji muzej oružanih snaga
Središnji muzej oružanih snaga (rus. Центральный Музей Вооруженных сил) znan i kao Muzej Crvene armije je ratni muzej u Moskvi blizu kazališta Crvene armije.
Prvu izložbu je otvorio Vladimir Lenjin 25. svibnja 1919. uz vojnu paradu na Crvenom trgu. Sadašnje ime nosi od 1993. godine.

## Unutarnje poveznice
- Središnji muzej ratnog zrakoplovstva
- Središnji pomorski muzej

## Vanjske poveznice
- (rus.) Službena stranica
- (en) Službena stranica  Arhivirana inačica izvorne stranice od 27. srpnja 2009. (Wayback Machine)